# Langackertal
Im Langackertal in Karlstein bei Bad Reichenhall befand sich eine der bedeutendsten Siedlungen vorchristlicher Zeit im Reichenhaller Talkessel. Nach den vorgeschichtlichen Siedlungsplätzen von Karlstein sind es die ältesten bekannten Siedlungen im Bad Reichenhaller Saalachtal.
Die bisher entdeckten und archäologisch untersuchten Stätten sind als Bodendenkmal in die Bayerische Denkmalliste eingetragen.

## Lage
Das Langackertal erstreckt sich vom „Langackerbauern“ (Bruckthal, Hausnummer 1) in östlicher Richtung zur etwa 50 m tiefer gelegenen Fischzuchtstraße. „Langackerstraße“ wird ein Teilstück der Straße Bruckthal zwischen der Fischzuchtstraße und dem Langackerbauern genannt.

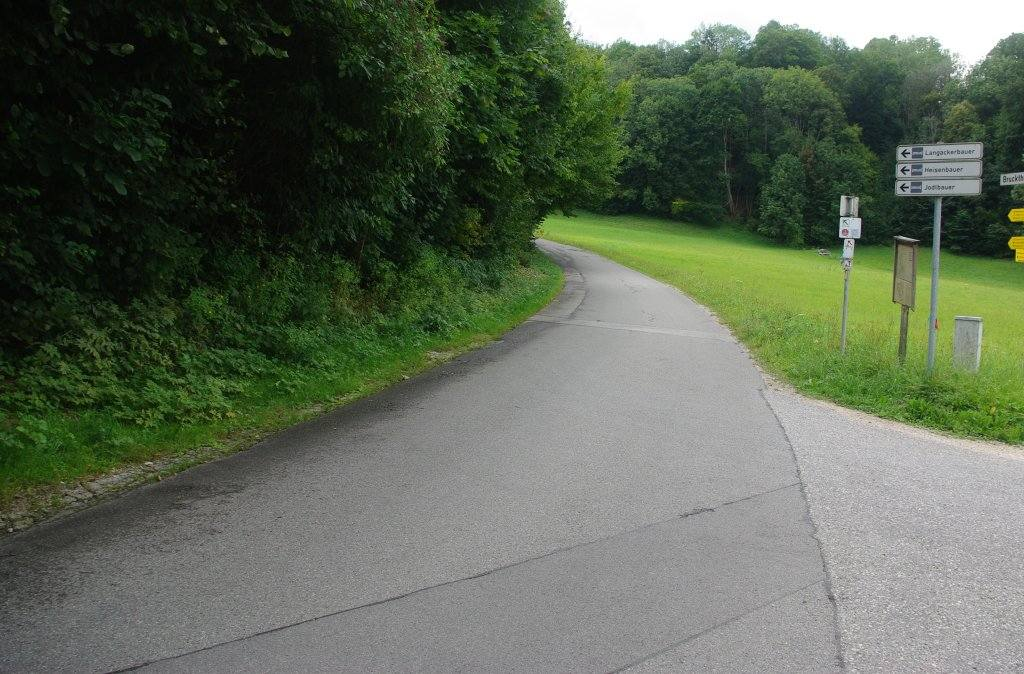
Unterer Teil der Langackerstraße (Bruckthal), Abzweigung Fischzuchtstraße
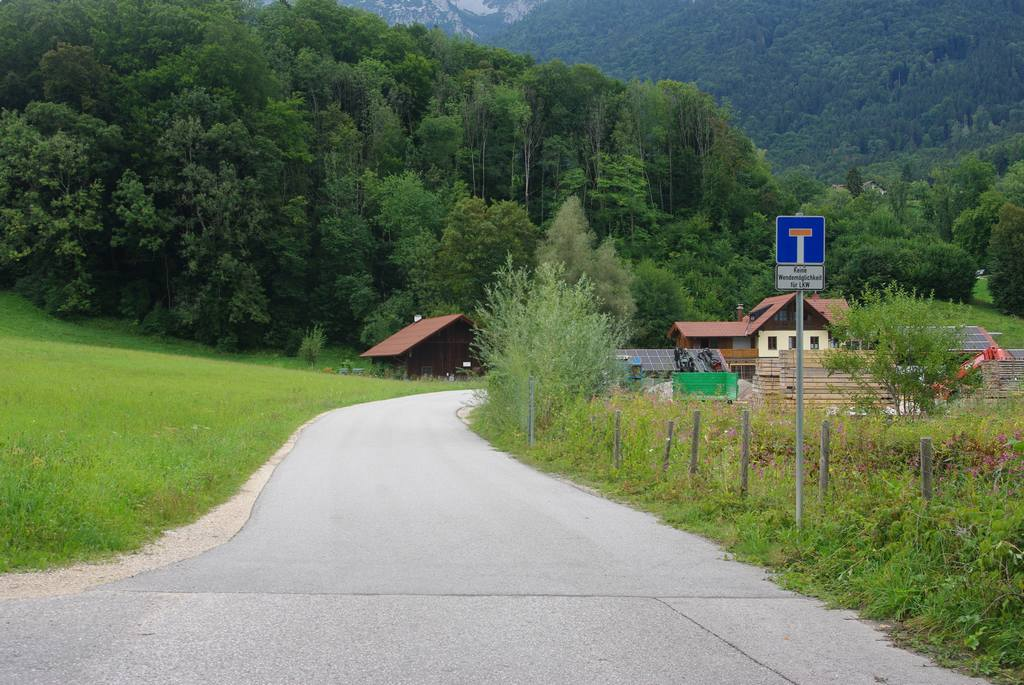
Fischzuchtstraße an der Abzweigung der Langackerstraße

## Geschichte

### Bronzezeit
Die ältesten archäologischen Funde in Bad Reichenhall sind die vorgeschichtlichen Siedlungsplätze von Karlstein. Die ältesten der dort zwischen 1901 und 1905 durch den Bad Reichenhaller Heimatforscher Josef Maurer untersuchten Siedlungen stammen aus der Glockenbecherkultur und belegen eine viertausendjährige Besiedelungsgeschichte des Talkessels.
Die Größe der Siedlungen der Bronzezeit und der Brandopferplätze im Langackertal steht jedoch in keinem Verhältnis zum landwirtschaftlichen Potential der Gegend. Dass vorgeschichtlicher Siedler um den Wert der Solequellen wussten, beweist der Fund einer Lappenaxt aus der Bronzezeit, die beim Aushub des Fundamentes für den Neubau der Alten Saline im 19. Jahrhundert entdeckt wurde. Weitere archäologische Beweise für eine Besiedelung nahe der Solequellen fehlen jedoch, da der Bereich um die Alte Saline und innerhalb der Stadtmauer von Bad Reichenhall sehr dicht bebaut ist und über Jahrhunderte immer wieder einschneidend verändert wurde. Deshalb ist auch nicht abschließend geklärt, wie und wo die Siedler dieser Zeit aus der Reichenhaller Sole Salz gewonnen haben. Die Siedlungen im Langackertal waren viel zu weit von den Quellen entfernt, um als Saline gedient zu haben. Drei Faktoren dürften jedoch dafür verantwortlich gewesen sein, dass die Siedlungen diese Größe und diesen Reichtum erreicht haben. Wichtigster Gesichtspunkt war der Standort an einem Knotenpunkt alter Handelswege in Richtung Westen in den Pinzgau und weiter nach Tirol, nach Norden über das heutige Inzell weiter nach Ober- und Niederbayern sowie Richtung Osten. Der Handel mit Salz ist naheliegend, archäologische Funde beweisen zudem, dass das heutige Karlstein und damit auch das Langackertal ein regionales Zentrum der Bronzeherstellung war. Das Salz war es vermutlich auch, das für die nötige Kaufkraft sorgte, um die Rohstoffe für die Bronzeherstellung – Kupfer aus der Gegend um Bischofshofen und Zinn aus den deutschen Mittelgebirgen – einzukaufen.
Dass die Wahl im Talkessel für den Standort der Siedlung auf das Langackertal fiel, ist dem Gelände innerhalb des Bad Reichenhaller Talkessels zu dieser Zeit geschuldet. Die Saalach floss damals mitten durch das heutige Stadtgebiet und bildete dort ein weitverzweigtes Sumpfgebiet. Bei starken Regenfällen und zur Schneeschmelze kam es zudem zu Überschwemmungen, von denen auch die Solequellen betroffen waren. Die höhergelegenen Siedlungen im Langackertal wurden jedoch vom Wasser der Saalach nicht erreicht.
Ab etwa 1500 v. Chr. wurde im Langackertal ein großer Brandopferplatz genutzt, der wegen seiner Form und der immer wieder an die Oberfläche kommenden Knochensplitter im Volksmund „Knochenhügel“ genannt wurde. Ein weiterer, wesentlich kleinerer Brandopferplatz fand sich am „Eisenbichl“, wenige hundert Meter vom Langackertal entfernt. Beide Opferplätze wurden bis etwa 1200 v. Chr. genutzt.

### Eisenzeit
Ab etwa 400 v. Chr. besiedelten die Kelten den Talkessel und Gebiete des heutigen Karlstein, insbesondere die gut zu verteidigenden Felsplateaus von Karlstein-, Pankraz- und Burgsteinfelsen, die Schutz gegen plündernde Germanenstämme boten. Karlstein war weiterhin ein Zentrum für Metallurgie, allerdings hatte nun Eisen die Bronze als Werkstoff ersetzt. Auch am Eingang zum Langackertal entstand ein kleiner Siedlungsplatz, wo Handwerk ausgeübt und Handel betrieben wurde.

### Römerzeit
Während die Siedlungen der Hochlagen Karlsteins anscheinend noch vor Erscheinen der Römer aufgegeben wurden, gingen die Siedlungen in den Niederungen des Langackertals in römische Zivilisation über. Bei der römischen Siedlung an der heutigen Fischzuchtstraße befanden sich sowohl ein Friedhof als auch ein Verbrennungsplatz für Verstorbene, ausgehend von der Größe und der Nutzungsdauer des Friedhofes ist von einer weilerartigen Siedlung auszugehen, in der 60 bis 80 Menschen lebten. Die Siedlung war weniger herrschaftlich als beispielsweise die Villen in Marzoll am östlichen Ende des Reichenhaller Tals, es handelte sich dabei eher um eine Ansammlung kleiner Gebäude die aus einem niedrigen Mittelteil, Seitentrakte sowie einem von einer Hofmauer umschlossenen Innenhof bestanden. Die Quelle am Langacker versorgte nicht nur die Siedlung, sondern auch einen angeschlossenen Badetrakt. Um 242 n. Chr. wurde die Siedlung am Langacker und weitere römische Siedlungen im Reichenhaller Tal durch die Alemannen zerstört und in der Folge nicht wieder aufgebaut.

## Archäologische Untersuchungen

### Brandopferplatz beim Langackerbauern
Der Brandopferplatz (Bodendenkmal D-1-8243-0066) befand sich in südwestlicher Richtung direkt unterhalb des heutigen Langackerbauern. Bis 1870 erhob sich in einem Obstgarten noch ein vier Meter hoher Hügel mit einem Durchmesser von 32 Metern. Dieser bestand im Oberbau größtenteils aus verbrannten Knochen und wurde vom Grundbesitzer zur Verbesserung des Bodens nach und nach auf die umliegenden Äcker verteilt.
Erste archäologische Grabungen erfolgten 1890 und 1891 durch Max von Chlingensperg auf Berg. Die Arbeiten begannen im Oktober 1890 und dauerten bis nach Ostern 1891 fort. Unter der Grasnarbe fand sich eine etwa 1,20 m hohe Schicht, die überwiegend aus zersplitterten, weißgebrannten Tierknochen bestand. Die etwa 270 m³ Knochenschotter von tausenden geschlachteten Haustieren enthielten zudem die Bruchstücke von mehr als 700 Gefäßen. Überwiegend wurden Wirtschaftsgefäße aus eisenhaltigem Ton gefunden, feinere Krüge, Becher oder Schüsseln fanden sich dagegen nur vereinzelt. An metallischen Gegenständen wurden zwei Bronzearmringe gefunden.
Die nächste Schicht bestand aus einem Holzkohle- und Aschelager mit einer unterschiedlichen Stärke von bis zu 0,60 m. Auch hier fanden sich viele Tierknochen, jedoch kaum Gefäßreste. Diese Knochen waren nicht kalziniert, weshalb es sich dabei vermutlich um Speisereste handelt. Der Großteil der Knochen stammte von Haustieren wie Pferden, Rindern, Schafen und Ziegen, selbst zwei Kiefer von Hunden wurden gefunden. Von Wildtieren wurden dagegen nur zwei Geweihsprossen eines Hirsches, mehrere Hauer und Unterkiefer von Wildschweinen sowie ein vermutlicher Unterkiefer eines Wolfes gefunden. Ebenfalls fanden sich zwei Gewandnadeln.
Die meisten metallischen Gegenstände fanden sich in einer ca. 0,25–0,45 m hohen, festen Lehmschicht. Die Ausgrabungen unter Chlingensperg förderten einen Armreif, das Bruchstück eines Armringes, das Fragment einer Vasenkopfnadel, eine Nadel und einen Ring aus Bronzedraht, ein flaches Bronzeblech, ein zungenförmiges Schmuckstück, eine 15 cm lange Bronzenadel, eine Pinzette, einen Spitzmeißel, das Fragment einer gabelartig gespaltenen Nadel, eine Pfeilspitze, zwei runde Bronzestücke sowie 28 kurze Spitzen von Bronzenadeln. Zudem wurden über 50 weitere Bronzestücke gefunden, die vom Feuer geschmolzen und unkenntlich gemacht wurden. In bis zu sieben übereinanderliegenden Lehmschichten konnte eine hohe Hitzeeinwirkung nachgewiesen werden. Im Zentrum des Hügels fand sich in dieser Schicht ein halbrunder Steinwall mit 2,5–3 m Stärke aus 20–30 kg schweren Findlingen. Von dort ausgehend wurden in einem von Ost nach West verlaufenden 17 m langen und 6–9 m breiten Suchschnitt 14 Gräber kartiert. Durch den Druck des auf ihnen lastenden Gewichts als auch durch weitere Verbrennungen, sind von den sterblichen Überresten nur kalzinierte Knochenfragmente und Scherben von Gefäßen übriggeblieben. Als Grabbeigaben wurden Überreste des Totenmahls, unverbrannte Knochen verschiedener Haustiere sowie nicht mehr zu identifizierende Bronzestücke gefunden.

### Römerzeitliche Siedlung
Die Siedlung aus der Römerzeit (Bodendenkmal D-1-8243-0068) erstreckte sich von südlich der Abzweigung der Langackerstraße („Bruckthal“) von der Fischzuchtstraße entlang der heutigen Fischzucht bis zu den Wirtschaftsgebäuden im Nordosten, die heute im Besitz eines Mineralwasserabfüllers sind. Bei Ausgrabungen zwischen 1892 und 1899 entdeckte der Bad Reichenhaller Archäologe Josef Maurer dort die Grundmauern mehrerer mittelkaiserzeitlichen Steinbauten, die sich inmitten eines Siedlungsgebietes der Urnenfelderzeit befanden. Aus dieser Zeit stammen unzählige Funde, die von Maurer gesichert wurden. Die Besiedelung setzte sich bis in die frühe Kaiserzeit fort, den Lehmfachwerkhäusern folgten die zur Kaiserzeit üblichen Bruchsteinhäuser, die bis um die Mitte des 3. Jahrhunderts bestanden. Danach blieb das Gebiet unbebaut. Maurer untersuchte insgesamt zehn Gebäude, anders als von Chlingensperg fertigte er jedoch keine detaillierten Aufzeichnungen an. Bekannt ist die Größe der von ihm untersuchten Gebäude und einzelne Ausstattungsdetails wie eine Hypokaustenheizung. Als 1966 die Langackerstraße ausgebaut wurde, fand man bei einer umfangreichen Nachuntersuchung das wertvollste Objekt aus diesem Gebiet. Es handelt sich dabei um eine etwa zwölf Zentimeter große Bronzestatuette der Göttin Venus, eine provinzielle Arbeit aus dem 2. Jahrhundert n. Chr.

### Römerzeitlicher Friedhof
Der Friedhof aus der Römerzeit (Bodendenkmal D-1-8243-0067) befand sich am nordöstlichen Ende der Fischzuchtstraße an der sog. Pilzenwiese und erstreckte sich bis in östlicher Richtung, wo die Fischzchtstraße in Im Poschengrund übergeht. Ab 1891 begann Josef Maurer mit den Ausgrabungen auf der Pilzenwiese, nachdem Max von Chlingensperg jedoch das Areal käuflich erwarb, führte dieser die Grabungen selbst fort. Auf dem Wiesenhang fanden sich 405 Bestattungen in 326 Brandgräbern, der Friedhof dürfte über einen Zeitraum von etwa 200 Jahren den Bewohnern der römischen Siedlung im Langackertal als letzte Ruhestätte gedient haben. Die Gräber weisen unterschiedliche Gestaltungen auf und waren zum Teil mit reichlichen Grabbeigaben versehen. Messer, Lanzenspitzen und Sporen aus Bronze oder Eisen wurden Gräbern von Männern zugeordnet, Schmuck wie Ohrringe, Fingerringe, Anhänger und Armreife wurden Gräbern von Frauen zugeordnet.

## Liste der Einzeldenkmäler
- D-1-8243-0063: Siedlung der späteren La-Tène-Zeit (mittlerer Teil der heutigen Langackerstraße ▼)
- D-1-8243-0065: Siedlung der Bronzezeit (gegenüber dem Langackerbauern, oberer Teil der heutigen Langackerstraße ▼)
- D-1-8243-0066: Brandopferplatz und Brandgräberfeld der Bronzezeit (unterhalb des Langackerbauern ▼)
- D-1-8243-0067: Brandgräberfeld der römischen Kaiserzeit sowie Siedlung der La-Tène-Zeit (östlicher Teil der Fischzuchstraße nahe Poschengrund ▼)
- D-1-8243-0068: Körpergräber und Siedlung der Bronzezeit sowie Siedlung der römischen Kaiserzeit (unterer Teil der heutigen Langackerstraße sowie an der Fischzuchtstraße ▼)